# إدوارد مونتوت
إدوارد مونتوت (بالفرنسية: Édouard Montoute) من مواليد 20 ديسمبر 1970 بكايين ، هو ممثل فرنسي عرف بمشاركته في أفلام : تاكسي 1 (فيلم1998) ، تاكسي 2 (فيلم 2000) ، تاكسي 3 (فيلم2004) ، تاكسي 4 (فيلم2007) .

## روابط خارجية
- إدوارد مونتوت على موقع IMDb (الإنجليزية)
- إدوارد مونتوت على موقع ألو سيني (الفرنسية)
- إدوارد مونتوت على موقع أول موفي (الإنجليزية)
- إدوارد مونتوت على موقع أول موفي (الإنجليزية)
- إدوارد مونتوت على موقع قاعدة بيانات الأفلام السويدية (السويدية)
- إدوارد مونتوت على موقع قاعدة بيانات الفيلم (الإنجليزية)
- إدوارد مونتوت على موقع كينوبويسك (الروسية)